# Alfuren

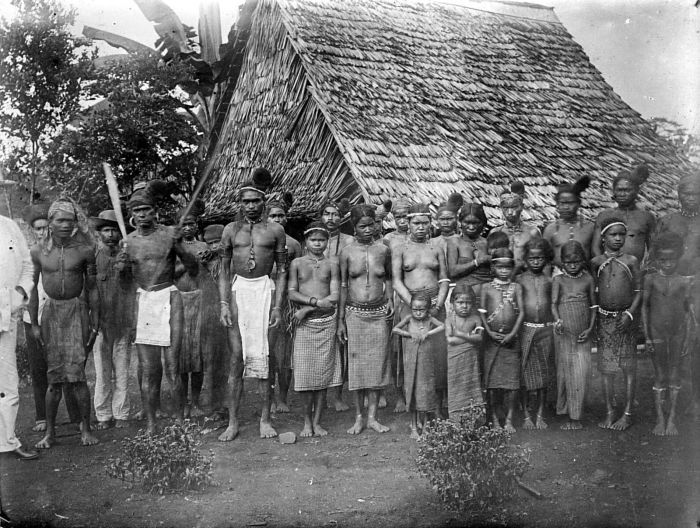
Alfuren im Inland von Seram

Alfuren, auch Halifuren, Alifura; ist eine veraltete Sammelbezeichnung für eine größere Zahl von Ethnien, die auf den Molukken und anderen Inseln des östlichen Indonesien leben. Der Begriff bezeichnete im weiteren Sinn die dortige altmalaiische, melanesische oder papuanische traditionelle Kultur. Mit „Alfuren“ ist also keine ethnologische Zuordnung verbunden. Eingrenzend wurden die auf einer niedrigen Stufe der Zivilisation als Jäger und Sammler in den Rückzugsgebieten siedelnden Ureinwohner der Region so genannt. 
Der aus der portugiesischen Kolonialzeit stammende Begriff bedeutete abwertend etwa „Waldmenschen“. Alfred Russel Wallace interpretierte in den 1860er Jahren eine „Mischbevölkerung“ zwischen den westlichen malaiischen und den östlichen papuanischen Völkern, die östlich der nach ihm benannten biogeographischen Trennlinie siedelten, versuchsweise als „Alfuren“.
Die Herkunft des Wortes ist nicht eindeutig geklärt. Es wurde aus dem Portugiesischen forro (forrar) und Spanischen horro (horrar) hergeleitet, was beides mit „frei“ übersetzt wird und auf das Arabische harr mit derselben Bedeutung zurückgeht. Dem forro hätten Araber den arabischen bestimmten Artikel al- hinzugefügt. Ein anderer Vorschlag brachte den Artikel al- mit dem Portugiesischen fora („draußen“) zusammen, also etwa „die draußen im Wald Lebenden“. Das Wort furu, fefuru oder fufuru kommt jedoch auch in einigen regionalen Sprachen vor, wo es „wild“ bedeuten kann. Ferner lässt sich Alfuren von der Selbstbezeichnung des papuanischen Volkes Arfu im Nordwesten Neuguineas ableiten. Vielleicht wurde zu Kolonialzeiten der Name eines wilden und gefürchteten Stammes auf alle anderen unbekannten Bergvölker übertragen.
Frühe kolonialzeitliche Berichte schildern die „Alfuren“ als höchstens oberflächlich islamisiert, nicht oder nur wenig christianisiert und allgemein mit einer eigenen Religion, die einen regional unterschiedlich genannten Schöpfergott kennt. Wurden die Gesellschaften in Entwicklungsstufen eingeteilt und moralische Kategorien auf die „im Naturzustand“ lebenden Einheimischen angewandt, so galten diejenigen als „verwildert“ und „aufsässig“, die sich den anfangs in Form von Missionierung von außen kommenden Zivilisationsprozessen widersetzten.